# Algeria Shrine Temple
Der Algeria Shrine Temple, auch bekannt als Helena Civic Center, ist ein Baudenkmal in Helena im Lewis and Clark County, Montana. Das Gebäude diente früher als Freimaurertempel und wird heute als Bürgerzentrum genutzt. 

## Baubeschreibung
Der Algeria Shrine Temple wurde im Jahr 1921 für 200.000 US-Dollar im Stile der orientalisierenden Architektur durch den Architekten Roscoe Hugenin fertiggestellt. Er hat ein Minarett, das 17 Stockwerke hoch ist. Das Gebäude besteht aus zwei Hauptflügeln, die sechs Etagen hoch sind, und ist in großem Umfang untertunnelt. Im Jahr 1939 wurde rückwärtig ein Anbau ergänzt. Die Nutzungsfläche beträgt 6130 m². Der Algeria Shrine Temple hat 244 Türen, jedoch nur 86 Fenster.

## Geschichte
Bei einer Serie von Erdbeben im Oktober 1935 trug das Gebäude strukturelle Schäden davon, wobei das Minarett, entgegen anderslautenden Gerüchten, nicht umstürzte. Im folgenden Januar überzeugten die Shriners, die bis dahin den Algeria Shrine Temple als ihren Freimaurertempel nutzten, die Stadt davon, das Gebäude zu erwerben, instand zu setzen und es als Gemeindezentrum zu verwenden. Im Juli 1938 erfolgte schließlich der Verkauf an die Stadt für 46.500 US-Dollar.
Das Gebäude wurde am 14. April 1988 in das National Register of Historic Places aufgenommen.